# فريسوليموماب
فريسوليموماب هو جسم مضاد وحيد النسيلة بشري محفز للمناعة يفترض استخدامه لعلاج تصلب الكبيبات البؤري القطاعي والتليف الرئوي المجهول السبب وبعض أنواع السرطان، مثل الميلانوما وسرطان الكلية.
اكتشفت كامبرج أنتيبدي تكنولوجي [الإنجليزية] فريسوليموماب ضمن دوائين خلال أبحاث لاكتشاف أدوية لعلاج مرض تصلب الجلد القاتل. قامت كامبرج أنتيبدي تكنولوجي تطوير دراساتها لدوائي ميتيليموماب وفريسوليموماب بالتعاون مع جنزايم، لكن خلال المراحل الأولى من الأبحاث قرر كامبرج أنتيبدي تكنولوجي ترك دراسة ميتيليموماب لصالح تطوير فريسوليموماب.
وفي شباط 2011، اشترت سانوفي أفنتس جنزايم بقيمة 20,1 بليون دولار أمريكي.
وفي حزيران 2011 تمت تجربة فريسوليموماب في تجارب سريرية على الإنسان لاستخدامه في أمراض الكلية والتليف الرئوي المجهول السبب والسرطان. وفي 12 آب 2011 بدأت المرحلة الثانية من التجارب السريرية لاستخدامه في علاج تصلب الكبيبات البؤري القطاعي الأولي من خلال مقارنة فريسوليموماب مع غفل.
وحتى آذار 2013 كان فريسوليموماب في قائمة محفظة سانوفي للبحث والتطوير.